# Élections législatives de 1956 dans l'Aisne
Les élections législatives françaises de 1956 se déroulent le 2 janvier. Dans le département de l'Aisne, six députés sont à élire.
- Scrutin : représentation proportionnelle suivant la règle de la plus forte moyenne dans le département, sans panachage. Le vote préférentiel est admis.

## Élus
| Adrien Renard                                   |  | PCF  | Adrien Renard    |  | PCF  |
| Raoul Sauer                                     |  | PCF  | Raoul Sauer      |  | PCF  |
| Henri Hulin*                                    |  | MRP  | Raymond Lefranc  |  | PCF  |
| Marcel Levindrey                                |  | SFIO | Marcel Levindrey |  | SFIO |
| Edmond Bricout                                  |  | RS   | Edmond Bricout   |  | RS   |
| Yves Colin*                                     |  | CNIP | Édouard Alliot   |  | CNIP |
| * député sortant ne se représentant pas en 1956 |  |      |                  |  |      |

## Candidats
Neuf listes s'opposent durant cette élection : 
- la liste communiste pour le PCF, menée par Adrien Renard, député sortant ;
- la liste socialiste pour la SFIO, menée par Marcel Levindrey, député sortant et maire de Laon ;
- la liste d'Entente Gauche indépendante Jeune République pour le LJR, menée par Pierre Maguet, instituteur ;
- la liste du Centre républicain d'action paysanne et de défense des classes moyennes pour le PPUS, menée par Gilbert Forestier, commerçant ;
- la liste radicale pour le PRRRS, menée par Jean Clavier, ancien sénateur ;
- la liste d'action sociale familiale et rurale pour le MRP, menée par Pierre Choquart, professeur ;
- la liste d'union des indépendants et des paysans pour le CNIP, menée par Édouard Alliot, vice-président du conseil général ;
- la liste d'action civique et de progrès social pour les RS, menée par Edmond Bricout, député sortant et maire de Gouy ;
- la liste d'union et de fraternité française pour l'UFF, menée par Henri Vandaele, menuisier.

Quatre d'entre elles sont alliées dans le cadre de deux apparentements :
- d'une part, un apparentement de centre-gauche entre les listes radicale et RS dans le cadre du Front républicain ;
- d'autre part, un apparentement de centre-droit entre les listes CNIP et MRP.

### Parti communiste français
| N° | Candidats | Candidats        | Parti | Principales fonctions                                                            |
| -- | --------- | ---------------- | ----- | -------------------------------------------------------------------------------- |
| 01 |           | Adrien Renard    | PCF   | Député sortant, conseiller général de Guise, journaliste                         |
| 02 |           | Raoul Sauer      | PCF   | Député sortant, douanier retraité                                                |
| 03 |           | Raymond Lefranc  | PCF   | Secrétaire départemental de la fédération CGT agriculture de l'Aisne, bourrelier |
| 04 |           | Germaine Canonne | PCF   | Ouvrière                                                                         |
| 05 |           | Robert Penit     | PCF   | Conseiller général de Neuilly-Saint-Front, maire de Gandelu, médecin             |
| 06 |           | Henri Pruvot     | PCF   | Conseiller général de La Fère, employé SNCF                                      |

### Section française de l'Internationale ouvrière
| N° | Candidats | Candidats         | Parti | Principales fonctions                                                                                   |
| -- | --------- | ----------------- | ----- | --- |
| 01 |           | Marcel Levindrey  | SFIO  | Député sortant, vice-président du conseil général, maire de Laon, sous-directeur de la Sécurité sociale |
| 02 |           | Jean Pierre-Bloch | SFIO  | Ancien ministre, ancien député, conseiller général de Marle, journaliste                                |
| 03 |           | Raymond Fischer   | SFIO  | Conseiller général d'Hirson, maire d'Hirson, architecte                                                 |
| 04 |           | Maurice Brugnon   | SFIO  | Directeur d'école                                                                                       |
| 05 |           | René Graux        | SFIO  | Employé                                                                                                 |
| 06 |           | Gaston Costeaux   | SFIO  | Conseiller général de Braine, maire de Braine, négociant                                                |

### Ligue de la jeune République
| N° | Candidats | Candidats         | Parti | Principales fonctions  |
| -- | --------- | ----------------- | ----- | ---------------------- |
| 01 |           | Pierre Maguet     | JR    | Professeur             |
| 02 |           | Jacques Blanchard | JR    | Ouvrier métallurgiste  |
| 03 |           | Jean Gadret       | JR    | Métreur-vérificateur   |
| 04 |           | Robert Marcos     | JR    | Ouvrier métallurgiste  |
| 05 |           | Pierre Juguet     | JR    | Vérificateur-comptable |
| 06 |           | Pierre Leroy      | JR    | Employé géomètre       |

### Parti paysan d'union sociale
| N° | Candidats | Candidats         | Parti | Principales fonctions      |
| -- | --------- | ----------------- | ----- | -------------------------- |
| 01 |           | Gilbert Forestier | PPUS  | Commerçant                 |
| 02 |           | Marthe Cazalon    | PPUS  |                            |
| 03 |           | André Leclercq    | PPUS  | Homme de lettres           |
| 04 |           | Maurice Simon     | PPUS  | Administrateur d'immeubles |
| 05 |           | Yvonne Rousselet  | PPUS  | Commerçant                 |
| 06 |           | Elisabeth Simon   | PPUS  |                            |

### Parti radical
| N° | Candidats | Candidats        | Parti | Principales fonctions                                                    |
| -- | --------- | ---------------- | ----- | ------------------------------------------------------------------------ |
| 01 |           | Jean Clavier     | PRRRS | Ancien sénateur, conseiller juridique                                    |
| 02 |           | Pierre Lamarre   | PRRRS | Vice-président du Conseil général, maire de Crézancy, agriculteur        |
| 03 |           | Arthur Robert    | PRRRS | Représentant                                                             |
| 04 |           | Pierre Gourmain  | PRRRS | Conseiller général de Vailly-sur-Aisne, garagiste                        |
| 05 |           | André Sémal      | PRRRS | Conseiller général de Vervins, avocat                                    |
| 06 |           | Maurice Thelliez | PRRRS | Vice-président du Conseil général, maire de Brissay-Choigny, agriculteur |

### Mouvement républicain populaire
| N° | Candidats | Candidats       | Parti | Principales fonctions |
| -- | --------- | --------------- | ----- | --------------------- |
| 01 |           | Pierre Choquart | MRP   | Professeur            |
| 02 |           | Pierre Romagny  | MRP   | Agriculteur           |
| 03 |           | Louis Doin      | MRP   | Négociant             |
| 04 |           | Claude Higel    | MRP   | Editeur               |
| 05 |           | Ernest Lesage   | MRP   | Agriculteur           |
| 06 |           | Pierre Dupuy    | MRP   | Commerçant            |

### Centre national des indépendants et paysans
| N° | Candidats | Candidats         | Parti | Principales fonctions                                                              |
| -- | --------- | ----------------- | ----- | ---------------------------------------------------------------------------------- |
| 01 |           | Édouard Alliot    | CNIP  | Vice-président du conseil général, maire-adjoint de Wassigny, exploitant forestier |
| 02 |           | Gilbert Devèze    | CNIP  | Maire de Bièvres, agriculteur                                                      |
| 03 |           | Pierre Marsaux    | CNIP  | Maire de Vic-sur-Aisne, notaire                                                    |
| 04 |           | Charles Brazier   | CNIP  | Conseiller général de Crécy-sur-Serre, agriculteur                                 |
| 05 |           | Julien Mahoudeaux | CNIP  | Conseiller général d'Aubenton, maire de Leuze, négociant                           |
| 06 |           | Fernand Drouet    | CNIP  | Conseiller général de Charly-sur-Marne, maire de Charly-sur-Marne, négociant       |

### Républicains sociaux
| N° | Candidats | Candidats      | Parti | Principales fonctions                                                         |
| -- | --------- | -------------- | ----- | ----------------------------------------------------------------------------- |
| 01 |           | Edmond Bricout | RS    | Député sortant, vice-président du conseil général, maire de Gouy, agriculteur |
| 02 |           | Louis Roy      | RS    | Président du conseil général, maire de Soissons, chirurgien                   |
| 03 |           | Jean Merlin    | RS    | Agent d'assurances                                                            |
| 04 |           | Paul Cochet    | RS    | Agent d'assurances                                                            |
| 05 |           | Jean Martinot  | RS    | Commerçant                                                                    |
| 06 |           | Jean Risbourg  | RS    | Conseiller général de Sains-Richaumont, maire de Housset, agriculteur         |

### Union et fraternité française
| N° | Candidats | Candidats       | Parti | Principales fonctions |
| -- | --------- | --------------- | ----- | --------------------- |
| 01 |           | Henri Vandaele  | UFF   | Menuisier             |
| 02 |           | Pierre L'Hoste  | UFF   | Médecin               |
| 03 |           | Maurice Verrier | UFF   | Commerçant            |
| 04 |           | Paul Richet     | UFF   | Transporteur          |
| 05 |           | Georges Hamel   | UFF   | Commerçant            |
| 06 |           | Paul Delbart    | UFF   | Commerçant            |

## Résultats

### Analyse

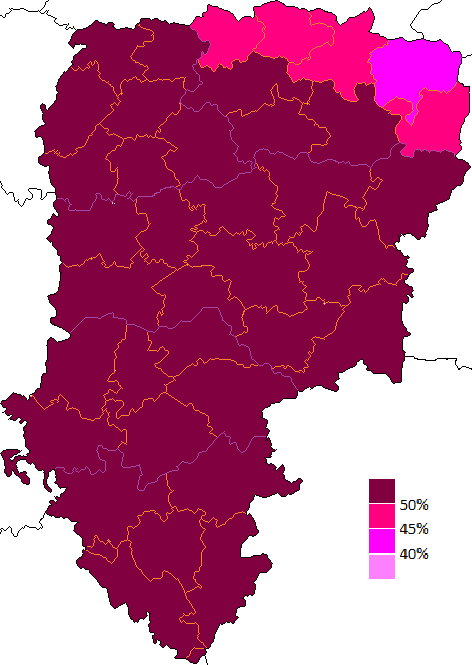
Résultats électoraux de la gauche parlementaire au premier tour par canton.

### Résultats globaux
|                         |                                 | Section française de l'Internationale ouvrière | 47 476  | 20,14  | 1 |  |  |
|                         | Républicains sociaux            | 21 455                                         | 9,10    | 1      |   |  |  |
|                         | Parti radical                   | 20 183                                         | 8,56    | 0      |   |  |  |
|                         | Ligue de la Jeune République    | 4 895                                          | 2,08    | 0      |   |  |  |
| Total Front républicain | Total Front républicain         | 94 009                                         | 39,88   | 2      |   |  |  |
|                         | Parti communiste français       | Parti communiste français                      | 79 941  | 33,91  | 3 |  |  |
|                         |                                 | Centre national des indépendants et paysans    | 22 031  | 9,35   | 1 |  |  |
|                         | Mouvement républicain populaire | 17 162                                         | 7,28    | 0      |   |  |  |
|                         | Parti paysan d'union sociale    | 5                                              | 0,00    | 0      |   |  |  |
| Total Centre-droit      | Total Centre-droit              | 39 198                                         | 16,63   | 1      |   |  |  |
|                         | Union et fraternité française   | Union et fraternité française                  | 20 202  | 8,57   | 0 |  |  |
|                         |                                 |                                                |         |        |   |  |  |
| Inscrits                | Inscrits                        | Inscrits                                       | 283 769 | 100,00 | 6 |  |  |
| Abstentions             | Abstentions                     | Abstentions                                    | 41 039  | 14,46  |   |  |  |
| Votants                 | Votants                         | Votants                                        | 242 730 | 85,54  |   |  |  |
| Blancs et nuls          | Blancs et nuls                  | Blancs et nuls                                 | 6 986   | 2,88   |   |  |  |
| Exprimés                | Exprimés                        | Exprimés                                       | 235 744 | 97,12  |   |  |  |

### Résultats détaillés
|                  | Adrien Renard*    | PCF            | 80 542  | 34,17  | 1 |  |
|                  | Raoul Sauer*      | PCF            | 80 195  | 34,02  | 1 |  |
|                  | Raymond Lefranc   | PCF            | 79 956  | 33,92  | 1 |  |
|                  | Germaine Canonne  | PCF            | 79 401  | 33,68  | 0 |  |
|                  | Robert Pénit      | PCF            | 79 834  | 33,86  | 0 |  |
|                  | Henri Pruvot      | PCF            | 79 720  | 33,82  | 0 |  |
|                  | PCF               | PCF            | 79 941  | 33,91  | 3 |  |
|                  |                   |                |         |        |   |  |
|                  | Marcel Levindrey* | SFIO           | 48 942  | 20,76  | 1 |  |
|                  | Jean Pierre-Bloch | SFIO           | 47 870  | 20,31  | 0 |  |
|                  | Raymond Fischer   | SFIO           | 47 244  | 20,04  | 0 |  |
|                  | Maurice Brugnon   | SFIO           | 47 064  | 19,96  | 0 |  |
|                  | René Graux        | SFIO           | 46 779  | 19,84  | 0 |  |
|                  | Gaston Costeaux   | SFIO           | 46 958  | 19,92  | 0 |  |
|                  | SFIO              | SFIO           | 47 476  | 20,14  | 1 |  |
|                  |                   |                |         |        |   |  |
|                  | Édouard Alliot    | CNIP           | 24 103  | 10,22  | 1 |  |
|                  | Gilbert Devèze    | CNIP           | 22 692  | 9,63   | 0 |  |
|                  | Pierre Marsaux    | CNIP           | 21 525  | 9,13   | 0 |  |
|                  | Charles Brazier   | CNIP           | 22 276  | 9,45   | 0 |  |
|                  | Julien Mahoudeaux | CNIP           | 20 703  | 8,78   | 0 |  |
|                  | Fernand Drouet    | CNIP           | 20 890  | 8,86   | 0 |  |
|                  | CNIP              | CNIP           | 22 031  | 9,35   | 1 |  |
|                  |                   |                |         |        |   |  |
|                  | Edmond Bricout*   | RS             | 25 006  | 10,61  | 1 |  |
|                  | Louis Roy         | RS             | 22 183  | 9,41   | 0 |  |
|                  | Jean Merlin       | RS             | 20 190  | 8,56   | 0 |  |
|                  | Paul Cochet       | RS             | 20 030  | 8,50   | 0 |  |
|                  | Jean Martinot     | RS             | 20 210  | 8,57   | 0 |  |
|                  | Jean Risbourg     | RS             | 21 113  | 8,96   | 0 |  |
|                  | RS                | RS             | 21 455  | 9,10   | 1 |  |
|                  |                   |                |         |        |   |  |
|                  | Henri Vandaele    | UFF            | 20 902  | 8,87   | 0 |  |
|                  | Pierre L'Hoste    | UFF            | 20 325  | 8,62   | 0 |  |
|                  | Maurice Verrier   | UFF            | 20 125  | 8,54   | 0 |  |
|                  | Paul Richet       | UFF            | 20 108  | 8,53   | 0 |  |
|                  | Georges Hamel     | UFF            | 19 929  | 8,45   | 0 |  |
|                  | Paul Delmart      | UFF            | 19 823  | 8,41   | 0 |  |
|                  | UFF               | UFF            | 20 202  | 8,57   | 0 |  |
|                  |                   |                |         |        |   |  |
|                  | Jean Clavier      | PRRRS          | 22 368  | 9,49   | 0 |  |
|                  | Pierre Lamarre    | PRRRS          | 20 832  | 8,84   | 0 |  |
|                  | Arthur Robert     | PRRRS          | 19 402  | 8,23   | 0 |  |
|                  | Pierre Gourmain   | PRRRS          | 19 245  | 8,16   | 0 |  |
|                  | André Semal       | PRRRS          | 19 590  | 8,31   | 0 |  |
|                  | Maurice Thelliez  | PRRRS          | 19 666  | 8,34   | 0 |  |
|                  | PRRRS             | PRRRS          | 20 183  | 8,56   | 0 |  |
|                  |                   |                |         |        |   |  |
|                  | Pierre Choquart   | MRP            | 18 226  | 7,73   | 0 |  |
|                  | Pierre Romagny    | MRP            | 17 993  | 7,63   | 0 |  |
|                  | Louis Doin        | MRP            | 16 824  | 7,14   | 0 |  |
|                  | Claude Higel      | MRP            | 16 618  | 7,05   | 0 |  |
|                  | Ernest Lesage     | MRP            | 16 943  | 7,19   | 0 |  |
|                  | Pierre Dupuy      | MRP            | 16 373  | 6,95   | 0 |  |
|                  | MRP               | MRP            | 17 162  | 7,28   | 0 |  |
|                  |                   |                |         |        |   |  |
|                  | Pierre Maguet     | JR             | 5 109   | 2,17   | 0 |  |
|                  | Jacques Blanchard | JR             | 4 961   | 2,10   | 0 |  |
|                  | Jean Gadret       | JR             | 4 820   | 2,04   | 0 |  |
|                  | Robert Marcos     | JR             | 4 850   | 2,06   | 0 |  |
|                  | Pierre Juguet     | JR             | 4 803   | 2,04   | 0 |  |
|                  | Pierre Leroy      | JR             | 4 830   | 2,05   | 0 |  |
|                  | JR                | JR             | 4 895   | 2,08   | 0 |  |
|                  |                   |                |         |        |   |  |
|                  | Gilbert Forestier | PPUS           | 6       | 0,00   | 0 |  |
|                  | Marthe Cazalon    | PPUS           | 5       | 0,00   | 0 |  |
|                  | André Leclercq    | PPUS           | 5       | 0,00   | 0 |  |
|                  | Maurice Simon     | PPUS           | 5       | 0,00   | 0 |  |
|                  | Yvonne Rousselet  | PPUS           | 5       | 0,00   | 0 |  |
|                  | Elisabeth Simon   | PPUS           | 5       | 0,00   | 0 |  |
|                  | PPUS              | PPUS           | 5       | 0,00   | 0 |  |
|                  |                   |                |         |        |   |  |
| Exprimés         | Exprimés          | Exprimés       | 235 744 | 97,12  |   |  |
| Blancs et nuls   | Blancs et nuls    | Blancs et nuls | 6 986   | 2,88   |   |  |
| Total            | Total             | Total          | 242 730 | 85,54  |   |  |
| Abstention       | Abstention        | Abstention     | 41 039  | 14,46  |   |  |
| Inscrits         | Inscrits          | Inscrits       | 283 769 | 100,00 |   |  |
| * député sortant |                   |                |         |        |   |  |

## Rappel des résultats départementaux des élections de 1951
| Parti          | Parti                                           | Tête de liste    | Résultats | Résultats | Résultats |  |
| Parti          | Parti                                           | Tête de liste    | Voix      | %         | Sièges    |  |
| -------------- | ----------------------------------------------- | ---------------- | --------- | --------- | --------- |  |
|                | PCF                                             | Adrien Renard    | 73 896    | 33,53     | 2         |  |
|                |                                                 |                  |           |           |           |  |
|                | RGRIF *                                         | Yves Colin       | 21 586    | 9,80      | 1         |  |
|                | MRP *                                           | Henri Hulin      | 19 245    | 8,73      | 1         |  |
|                | Liste de défense des libertés professionnelles* | Roger Vede       | 18 399    | 8,35      | 0         |  |
|                | Droite modérée                                  | -                | 59 230    | 26,88     | 2         |  |
|                |                                                 |                  |           |           |           |  |
|                | RPF                                             | Edmond Bricout   | 42 712    | 19,38     | 1         |  |
|                | SFIO                                            | Marcel Levindrey | 35 712    | 16,21     | 1         |  |
|                | UDSR                                            | Elie Bloncourt   | 6 282     | 2,85      | 0         |  |
|                |                                                 |                  |           |           |           |  |
| Exprimés       | Exprimés                                        | Exprimés         | 220 364   | 97,39     |           |  |
| Blancs et nuls | Blancs et nuls                                  | Blancs et nuls   | 5 913     | 2,61      |           |  |
| Total          | Total                                           | Total            | 226 277   | 84,72     | 6         |  |
| Abstention     | Abstention                                      | Abstention       | 40 816    | 15,28     |           |  |
| Inscrits       | Inscrits                                        | Inscrits         | 267 093   | 100,00    |           |  |

- * Listes apparentées